# Macheren
Macheren (Duits: Machern in Lothringen) is een gemeente in het Franse departement Moselle (regio Grand Est). De gemeente maakt deel uit van het arrondissement Forbach-Boulay-Moselle. Macheren telde op 1 januari 2022 2.827 inwoners.

## Geografie
De oppervlakte van Macheren bedroeg op 1 januari 2022 16,95 vierkante kilometer; de bevolkingsdichtheid was toen 166,8 inwoners per km².

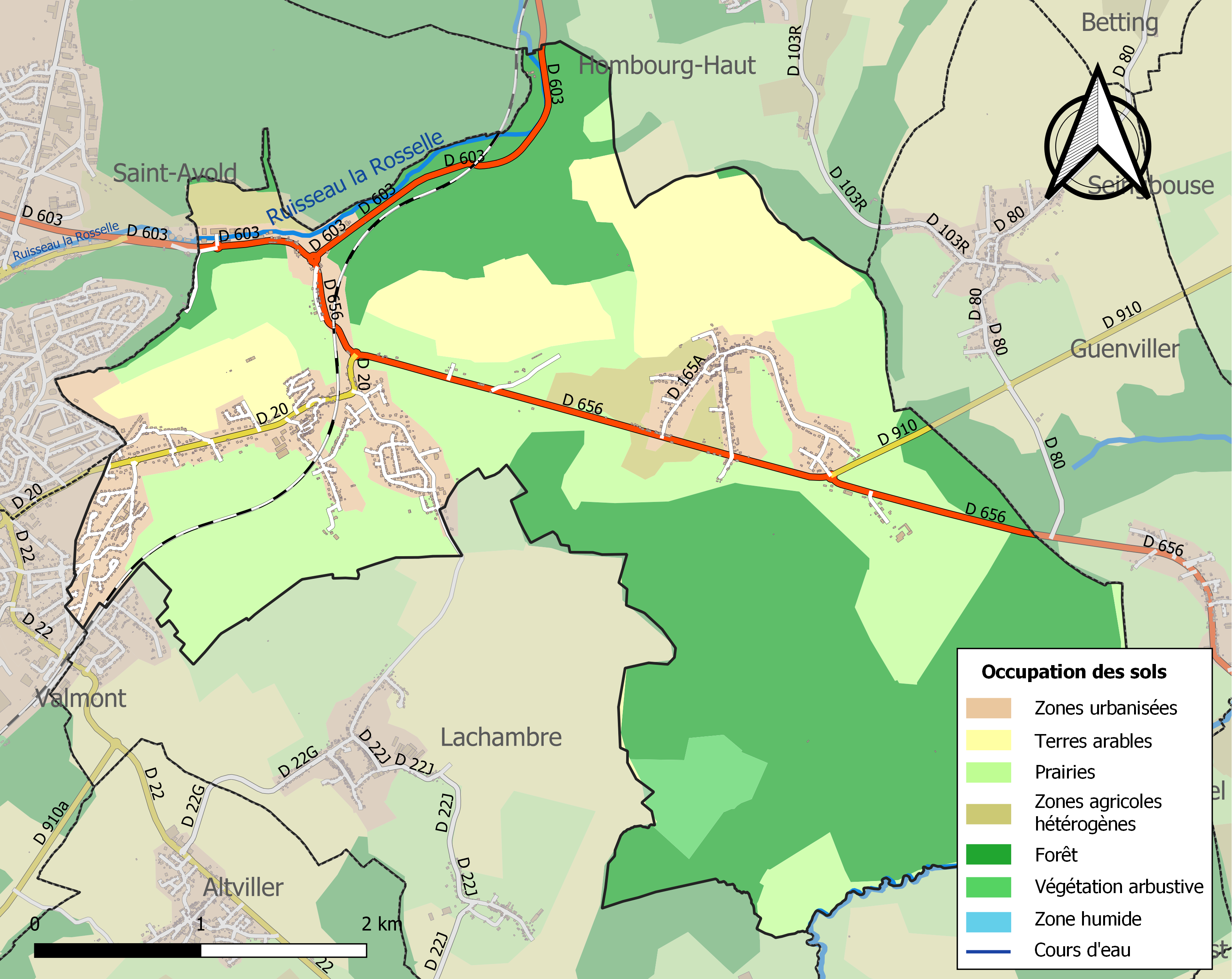
Kaart van de gemeente met de belangrijkste infrastructuur, bodemgebruik en omliggende gemeenten

## Demografie
Onderstaande figuur toont het verloop van het inwonertal (bron: INSEE-tellingen).